# 1282-й центр забезпечення бронетанковим озброєнням та технікою
1282-й центр забезпечення бронетанковим озброєнням та технікою (1282 ЦЗ БТОТ, в/ч А2730) — військова частина, яка входить в систему танко-технічного забезпечення Центрального бронетанкового управління Командування Сил логістики Збройних сил України. На виконання вимог доручення Прем'єр-міністра України від 06.09.2014 № 1559/0/11-14 щодо переміщення стрілецької зброї, озброєння та військової техніки в районі м. Артемівськ військова частина була переміщена до смт Ярмолинці Хмельницької області.

## Історія

### Російсько-українська війна
Передислокована в смт Ярмолинці Хмельницької області у грудні 2016 року. Переформована на 1282 Центральну базу зберігання та ремонту БТОТ.

## Командування
- (2020) полковник Василь Буряк[1]

З вересня 2014 по січень 2016 року полковник Олександр Сергєєв.
З 2003 по 2014 полковник Володимир Чоботок
3 2016-2017 полковник Лоза Валентин Феликсович